# Carbacolo
Il carbacolo (anche carbamilcolina) è un farmaco parasimpaticomimetico agonista del recettore muscarinico ed agente miotico ad azione diretta, tipicamente somministrato per via oftalmica per ridurre la pressione intraoculare dopo un intervento di cataratta e per indurre miosi durante un intervento chirurgico.
Si tratta del più potente agente parasimpaticomimetico con una prolungata durata d'azione, che può arrivare fino ad 8 ore con somministrazione topica e fino a 24 ore per la somministrazione intraoculare.
La carbamilcolina, nota anche come carbacolo, è stata scoperta per la prima volta nel 1932 ed Inizialmente impiegata come trattamento per le emicranie, l'induzione della diuresi e altri effetti parasimpatici.
La carbamilcolina ha ottenuto la prima approvazione dalla Food and Drug Administration il 28 settembre 1972.

## Farmacologia

### Indicazione d'uso
La carbamilcolina è indicata per indurre la miosi durante un intervento chirurgico e per ridurre le elevazioni della pressione intraoculare nelle prime 24 ore successive a un intervento di cataratta.

### Farmacodinamica
La carbamilcolina è un agente parasimpaticomimetico che agisce come agonista dei recettori muscarinici e nicotinici. Rispetto ad altri esteri di colina, è più resistente all'idrolisi da parte dell'acetilcolinesterasi, il che porta a una durata dell'azione più prolungata, con effetti significativi ancora presenti 24 ore dopo la somministrazione. Non sono prontamente disponibili dati relativi all'indice terapeutico della carbamilcolina ed i pazienti dovrebbero essere informati dei rischi legati all'uso del farmaco in soggetti con insufficienza cardiaca acuta, asma bronchiale, ulcera peptica, ipertiroidismo, spasmo gastrointestinale, ostruzione delle vie urinarie o malattia di Parkinson.

### Meccanismo d'azione
Il farmaco esplica la sua azione come agonista dei recettori nicotinici e dei recettori muscarinici. La somministrazione intraoculare porta a miosi e riduzione della pressione intraoculare attraverso un aumento del deflusso dell'umor acqueo.

### Assorbimento
Gli esteri di colina in generale sono idrofili e quindi vengono scarsamente assorbiti attraverso il tratto gastrointestinale ed è improbabile che attraversino la barriera emato-encefalica. Non sono prontamente disponibili dati relativi all'assorbimento della carbamilcolina.

#### Volume di distribuzione
I dati relativi al volume di distribuzione del farmaco non sono attualmente disponibili.

#### Legame alle proteine
I dati relativi al legame del farmaco con le proteine plasmatiche non sono attualmente disponibili.

### Metabolismo
Il metabolismo della carbamilcolina non è stato ben descritto in letteratura. Viene metabolizzato in misura limitata dall'acetilcolinesterasi.

#### Via di eliminazione
I dati relativi alle vie di eliminazione del farmaco non sono attualmente disponibili.

#### Emivita
I dati relativi alla emivita del farmaco non sono attualmente disponibili.

#### Clearance
I dati relativi alla clearance del farmaco non sono attualmente disponibili.

### Tossicità
I pazienti che sperimentano un sovradosaggio di carbamilcolina possono manifestare nausea, diaforesi, ipotensione, scialorrea, broncorrea, miosi e dispnea. Il trattamento prevede l'impiego di terapia sintomatica e di supporto, includendo nei casi più gravi la somministrazione di atropina, furosemide, adrenalina e dopamina. Alcuni pazienti potrebbero richiedere l'intubazione.
La dose letale DL50 del farmaco somministrato per via orale nei topi è di 15 mg/kg e nei ratti è di 40 mg/kg.